# Аргунский округ
Аргунский округ — административно-территориальная единица Терской области Российской империи, существовавшая в 1860—1888 годах.

## Географическое положение
Располагался в восточной части Северного Кавказа в районе бассейна рек Аргун, Шароаргун, Хуландойахк и Кериго, охватывал территорию современной южной части Чечни.
Границы: на севере с Чеченским округом, на юго-востоке с Дагестанской областью, на северо-востоке с Ичкеринским округом, на западе с Ингушским округом, на юге с Тифлисской губернией.

## История
Образован в 1860 году. В 1860 году вся территория Северного Кавказа была поделена на Ставропольскую губернию, Кубанскую, Терскую и Дагестанскую области. Терская область состояла из 8 округов: Кабардинского, Осетинского, Ингушского, Аргунского, Чеченского, Ичкеринского, Нагорного и Кумыкского.
Административным центром Аргунского округа было укрепление при ауле Шатой.
В 1888 году Аргунский округ вместе с Веденским и Чеченским округами был объединен в один Грозненский округ.

## Население
Основное население округа составляли горные чеченцы. По данным на 1870 год в округе проживало 21985 человек.
Был населен обществами — Шатой, Хилдехархой, Пешхой, Терлой, Чинхой, Чабарлой, Чантий, Шарой, Хачарой, Нашхой, Зумсой. В 1866 году территория вайнахских субэтносов Мереджой и Акки была отделена от Ингушского округа и передана в состав Аргунского округа.
Население округа быстро росло и ко времени включения его в состав Грозненского округа в 1888 году, в нём проживало 36288 человек. По вероисповеданию мусульмане-сунниты. В округе было 2 школы, и 50 мечетей.

## Административное деление
Аргунский округ состоял из 4 наибств (участков):
- Чантинское — центр Итум-Кале (Евдокимовское). Население на 1868 год — 9794 чел.[6]
- Шатоевское — центр укр. Шатой. Население на 1868 год — 4929 чел.
- Чеберлоевское — центр Чеберлой. Население на 1868 год — 4677 чел.
- Шароевское — центр Шарой. Население на 1868 год — 2696 чел.